# Société d'encouragement à l'élevage du Trotteur français
LeTROT
Pour les articles homonymes, voir Société d'encouragement.
La Société d'encouragement à l'élevage du Trotteur français (SETF), antérieurement appelée Société d'encouragement à l'élevage du cheval français (SECF), est une association loi de 1901, créée en 1864 sous le nom de Société du demi-sang. Elle a pour mission première d'organiser et d'œuvrer au développement des courses au trot en France, et à la protection de la race du Trotteur français dans sa spécificité. À partir de 2013, elle s'est également appelée LeTROT, avant qu'un nouveau nom ne soit adopté en mai 2023 : la SECF devient officiellement la SETF, Société d'encouragement à l'élevage du Trotteur français, plus communément Société du Trotteur français.

## Missions
Créée le 21 octobre 1864 à Caen sous le nom de Société d'encouragement pour l'amélioration du cheval français de demi-sang, abrégé en  Société du demi-sang, la SECF poursuit son œuvre en axant sa politique sur trois objectifs : moraux, sportifs et économiques.

### Mission morale
- Préserver l'éthique des pionniers en conservant aux courses leur aspect sportif.
- Assurer la promotion du trotteur français tout en protégeant les professionnels du trot, ainsi que les 6,5 millions de parieurs, des irrégularités qui pourraient survenir avant ou durant le déroulement d'une épreuve.

La détection et la répression du dopage ont été particulièrement renforcées ces derniers temps. Les courses au trot comptent ainsi parmi les sports les plus surveillés et les plus sains. Sur 10 000 chevaux contrôlés en moyenne chaque année, à peine 40 à 50 d'entre eux sont déclarés positifs (0,4 à 0,5 %). Contrairement à d'autres sports, le contrôle a lieu non seulement après la course mais également lors des épreuves de qualification, à l'entraînement, et sera prochainement effectué dans les élevages. La politique menée par la SECF qui possède d'ailleurs un pouvoir juridictionnel et disciplinaire reconnu par décret, s'avère claire et dure.

### Mission sportive
Avec plus de 1 400 réunions organisées par an sur plus de 200 hippodromes différents et près de 140 000 chevaux partants disputant 11 000 courses
, la Société d'encouragement à l'élevage du Trotteur français compte parmi les plus importants organisateurs de manifestations sportives en France.
Ses tâches consistent : à planifier un programme national cohérent, à établir un calendrier des courses en tenant compte des différentes demandes des sociétés de province, à harmoniser son programme international avec les pays voisins, ceci dans le cadre de l'UET (Union européenne du trot) ou des directives de Bruxelles. Par l'importance de leurs allocations, les courses au trot françaises constituent un fort pôle d'attraction pour les compétiteurs étrangers.

### Mission économique
Plusieurs milliers de professionnels vivent directement du trot, qu'ils soient éleveurs, entraîneurs, drivers, lads, etc. La Société d'Encouragement du Cheval Français se doit donc de préserver l'équilibre économique de la filière.
Elle le fait de plusieurs manières : 
- en versant les allocations des courses ;
- en distribuant les primes aux éleveurs ;
- en accordant des subventions ;
- en assurant la promotion des courses et du trotteur français dans notre pays et à l'étranger.

## Dirigeants
Liste des présidents depuis la création :
- 1864 - 1871 : Ernest de Croix d'Heuchin
- 1871 - 1898 : Gontran de Cornulier
- 1898 - 1927 : Émile Riotteau
- 1928 : Louis Doynel de Saint-Quentin
- 1928 - 1934 : Jean de Cornulier
- 1935 - 1970 : René Ballière
- 1970 : Pierre Gamare
- 1970 - 1973 : Guillaume de Bellaigue
- 1974 - 1985 : Albert Viel
- 1986 - 1994 : Pierre de Montesson
- 1994 - 1997 : Paul Essartial
- 1997 - 2019 : Dominique de Bellaigue
- Depuis 2019 : Jean-Pierre Barjon[4]